# 东京农业大学短期大学部
东京农业大学短期大学部（日语：／ Tokyo Nōgyō Daigaku  Tanki Daigakubu *）是過去一所位于日本东京都世田谷区的私立短期大学，於2018年停辦。

## 概要

### 简介
- 东京农业大学的源流成立于1891年[1]、新制大学成立于1949年。短期大学为于1950年开办[1]、由学校法人东京农业大学经营。

### 历史
- 1950年 东京农业大学短期大学成立并同时设置农业科、酿造科、景观设计科[注 4]、园艺科、农业经营科、营林科、奶酪畜牧业科[注 3][1]。
- 1956年 今年3月31日园艺科、农业经营科、营林科、奶酪畜牧业科各自停办[2]。营养科成立。
- 1990年 改校名为东京农业大学短期大学部[2]。
- 1992年 农业科变更为生物生产技术学科、酿造科变更为酿造学科、营养科变更为营养学科[2]。
- 2018年 停辦。

### 宪章
- 请参看东京农业大学短期大学部的标志 （日語） 2013年12月20日阅览。

## 学校环境
- 世田谷校区：在东京都世田谷区
  - 生物生产技术学科
  - 酿造学科
  - 环境绿地学科[注 1]
  - 营养学科
  - 园艺科[注 2]
  - 农业经营科[注 2]
- 茂原校区：在了千叶县茂原市[3]
  - 农业科（生物生产技术学科）[3]
  - 营林科[注 2][3]
  - 奶酪畜牧业科[注 3][注 2][3]

## 历任校长
- 高野克己：现在短期大学校长[4]

## 组织

### 学科
- 生物生产技术学科
- 酿造学科
- 环境绿地学科[注 1]
- 营养学科

### 前学科
- 园艺科[注 2]
- 农业经营科[注 2]
- 营林科[注 2]
- 奶酪畜牧业科[注 3][注 2]

### 专科
| - 没有 |

### 业余课程
| - 没有 |

## 相关链接
- 日本短期大学列表
- 东京农业大学